# ライオンズタワー勾当台通
ライオンズタワー勾当台通（ライオンズタワーこうとうだいどおり）は、宮城県仙台市青葉区に所在する、超高層マンションである。

## 概要
仙台市都心部を南北に通す勾当台通のほぼ北端、道路西側に立地する地上29階建ての超高層マンション。市内のライオンズマンションとしては初となる免震・制震構造を採用した。南向きのため、市内中心部を向く形となっている。総戸数173戸、うち共用スペースが2戸。
2009年にHOME'Sにおける、新築マンションの人気マンション オブ ニッポン 2009 東北ランキングで第1位に、翌2010年にも第2位となった。

## 歴史
仙台がミニバブル景気の中にあった時期に、自動車販売店の跡地に建設された。リーマン・ショック後の竣工となったが、完成後半年で全戸完売した。
- 2007年（平成19年）11月15日 - 着工。
- 2009年（平成21年）11月25日 - 竣工。
- 2010年（平成22年）5月 - 全戸完売。

## 周辺
当マンションは北仙台のランドマークとなっている。
- 北仙台駅（JR東日本・仙台市地下鉄）
- 北四番丁駅（仙台市地下鉄）
- 宮城県仙台合同庁舎
- ライオンズタワー仙台青葉